# Persone di nome Dario/Calciatori
| Questa pagina contiene informazioni ricavate automaticamente dalle voci biografiche con l'ausilio del template Bio e di un bot. L'aggiornamento è periodico e automatico e ricostruisce completamente la pagina. Se manca una persona in questa lista, sei pregato di non aggiungerla, ma accertati piuttosto che la sua voce biografica contenga il template Bio e che i dati anagrafici siano correttamente compilati. Se il template Bio manca, inseriscilo tu stesso o, in alternativa, metti l'avviso {{tmp\|Bio}} che ne segnala la mancanza. Se i dati riportati sono sbagliati, correggi direttamente la voce biografica; le modifiche saranno visibili in questa lista entro pochi giorni. Per chiarimenti vedi il progetto antroponimi. La lista contiene solo le 54 persone che sono citate nell'enciclopedia e per le quali è stato implementato correttamente il template Bio. Pagina aggiornata al 22 lug 2025. |

Questa è una lista di persone presenti nell'enciclopedia che hanno il nome Dario e sono calciatori.

## B(9)
- Dario Baldauf, ex calciatore austriaco (Dornbirn, n. 1985)
- Mario Barluzzi, calciatore e allenatore di calcio italiano (Belluno, n. 1935 - Varese, † 2021)
- Dario Baruffi, calciatore e allenatore di calcio italiano (Milano, n. 1938 - Verona, † 2024)
- Dario Bellomo, ex calciatore italiano (Campobasso, n. 1961)
- Dario Bergamelli, ex calciatore italiano (Alzano Lombardo, n. 1987)
- Dario Biasi, ex calciatore italiano (Isola della Scala, n. 1979)
- Dario Bodrušić, ex calciatore croato (Bugojno, n. 1983)
- Dario Brgles, ex calciatore croato (Koprivnica, n. 1977)
- Dario Brose, ex calciatore statunitense (New York, n. 1970)

## C(2)
- Dario Cavallito, ex calciatore italiano (Torino, n. 1942)
- Dario Ciccone, calciatore e allenatore di calcio italiano (Portici, n. 1920 - † 2008)

## D(4)
- Dario D'Ambrosio, ex calciatore italiano (Napoli, n. 1988)
- Dario Del Fabro, calciatore italiano (Alghero, n. 1995)
- Dario Dolci, ex calciatore italiano (Marostica, n. 1947)
- Dario Donà, ex calciatore italiano (Cismon del Grappa, n. 1961)

## G(2)
- Dario Gay, calciatore e allenatore di calcio italiano (Alba, n. 1907 - Bari, † 1992)
- Dario Grava, ex calciatore italiano (Claut, n. 1948)

## J(1)
- Dario Jertec, ex calciatore croato (Varaždin, n. 1985)

## K(6)
- Dario Khan, calciatore mozambicano (Maputo, n. 1984)
- Dario Knežević, ex calciatore croato (Fiume, n. 1982)
- Dario Kolobarić, calciatore sloveno (Teslić, n. 2000)
- Dario Kreiker, calciatore austriaco (n. 2003)
- Dario Krešić, ex calciatore croato (Vukovar, n. 1984)
- Darijo Krišto, calciatore croato (Tomislavgrad, n. 1989)

## M(5)
- Dario Maresic, calciatore austriaco (Graz, n. 1999)
- Dario Marigo, ex calciatore italiano (Lecco, n. 1960)
- Dario Martin, calciatore italiano (Pinerolo, n. 1903 - Pinerolo, † 1952)
- Dario Melnjak, calciatore croato (Varaždin, n. 1992)
- Dario Morello, ex calciatore italiano (Lecce, n. 1968)

## P(2)
- Dario Pighin, ex calciatore italiano (Majano, n. 1951)
- Dario Pratoverde, calciatore italiano (Genova, n. 1903 - Ovada, † 1930)

## R(2)
- Dario Rizzoni, calciatore italiano (Verona, n. 1926 - Verona, † 2006)
- Dario Rugašević, calciatore croato (Vinkovci, n. 1991)

## S(6)
- Dadá Maravilha, ex calciatore brasiliano (Rio de Janeiro, n. 1943)
- Dario Sanguin, ex calciatore italiano (Selvazzano Dentro, n. 1957)
- Dario Savio, calciatore italiano (Genova, n. 1912 - Genova, † 1998)
- Dario Seratoni, calciatore italiano (Turbigo, n. 1929 - † 2012)
- Dario Smoje, ex calciatore croato (Fiume, n. 1978)
- Dario Stolfa, calciatore e allenatore di calcio italiano (Trieste, n. 1938 - Ravenna, † 2020)

## T(2)
- Dario Tadić, calciatore austriaco (Odžak, n. 1990)
- Dario Tomić, calciatore croato (Tuzla, n. 1987)

## U(1)
- Dario Ulrich, calciatore svizzero (Svitto, n. 1998)

## V(4)
- Dario Venitucci, calciatore italiano (Torino, n. 1987)
- Dario Vizinger, calciatore croato (Čakovec, n. 1998)
- Dario Vujičević, ex calciatore croato (Sarajevo, n. 1990)
- Dario van den Buijs, calciatore belga (Lier, n. 1995)

## Z(1)
- Dario Zahora, ex calciatore croato (Vukovar, n. 1982)

## Č(1)
- Dario Čanađija, calciatore croato (Bjelovar, n. 1994)

## Đ(2)
- Dario Đaković, ex calciatore austriaco (n. 1987)
- Dario Đumić, calciatore bosniaco (Sarajevo, n. 1992)

## Š(3)
- Dario Šarić, calciatore bosniaco (Cento, n. 1997)
- Dario Šits, calciatore lettone (Kuldiga, n. 2004)
- Dario Špikić, calciatore croato (Zagabria, n. 1999)

## Ž(1)
- Dario Župarić, calciatore croato (Županja, n. 1992)